# Fernand Cowboy
Fernand Cowboy (Schreibweise im Original: Fernand cow-boy) ist eine französisch produzierte Westernkomödie, die Guy Lefranc 1956 inszenierte. Im deutschsprachigen Raum lief der Film nicht in den Kinos, sondern wurde 2004 im Privatfernsehen erstmals gezeigt.

## Inhalt
Der scheue und naive Franzose Fernand Mignot erbt den Saloon seines Onkels, der in den Westen Amerikas gegangen war. Als er in Carson City dessen Leitung übernimmt, muss er sich zunächst etlicher Goldgräber und Saloonmädchen erwehren, deren Interesse an ihm nicht ausschließlich uneigennützig ist. Ebenso ist Marlene Mae hinter ihm her, der sich aber eher für die Sängerin Any interessiert, was ihn in Schwierigkeiten bringt. Dabei unterstützen und bekriegen ihn auch ein stotternder Sheriff und die goldgierige Bande des Stadtbosses Walter Black.

## Kritik
Das empfindsame Drehbuch lässt die zahlreichen Gags des Filmes erkennbar wirken; auch die Ausstattung trägt dazu bei, die Zuschauer kaum zum Atmen kommen zu lassen., meinte France Film am 20. September 1956